# El Doctor (Querétaro)
El Doctor es un pueblo en el estado mexicano de Querétaro.
Fue fundado en 1722 con la donación de tierras que hizo el virrey Don Juan de Acuña, marqués de Casa Fuerte a unos milicianos de Cadereyta, en agradecimiento a su participación en la pacificación de la Sierra Gorda. El origen del nombre es incierto.
El Doctor pronto cobró importancia al encontrarse abundantes minas en sus terrenos, y pasó a denominarse Real de Minas del Doctor. De especial importancia fue la llamada de San Juan Nepomuceno, descubierta en 1728. Por la relevancia que en este tiempo adquirió se sujetaron a su jurisdicción las congregaciones de San Juan Tetla, Maconí, y Ahuacatlán de Guadalupe, que empezaron como misiones. El permiso para construir la capilla se obtuvo en 1769. Al año siguiente, en 1770, la capilla de San Antonio se elevó a parroquia.
El pueblo fue atacado por militares insurgentes encabezados por los hermanos Juan y Felipe Vende en 1810. 
Nuevos edificios fueron construidos en la época independiente, y en 1889 un incendio obligó a la reconstrucción de la iglesia, con el reemplazo del techo perecedero por uno de cinc.
Hoy resta como un pueblo turístico, cuyo interés más que en sí mismo está en sus alrededores, donde la gente practica turismo de montaña. Está ubicado en una loma, con una ladera al vacío al norte y un cerro aún más alto al sur. El pueblo en sí es frío, y está rodeado de bosques de coníferas y sierras. 